# 도현중학교
도현중학교는 경기도 용인시에 있는 공립 중학교이다.

## 학교 연혁
- 2025년 3월 1일 : 개교

## 같이 보기
- 도현초등학교